# Dirk Jörke
Dirk Jörke (* 1971 in Ahlen) ist ein deutscher Politikwissenschaftler und Hochschullehrer.

## Leben und Wirken
Dirk Jörke studierte Politikwissenschaft, Soziologie, Geschichte und Philosophie an den Universitäten Kiel und Hamburg und schloss 1996 als Magister ab. 2001 war Jörke Visiting Scholar am Center for Dewey Studies in Carbondale, Illinois. Promoviert wurde er 2002 an der Universität Greifswald. 2004 war er Visiting Scholar an der New School for Social Research in New York (Departement of Political Science). Jörke habilitierte sich 2009 an der Universität Greifswald mit der Arbeit Kritik demokratischer Praxis: Eine ideengeschichtliche Studie. Von 2011 bis 2012 war er Visiting Scholar am History Department der Harvard University, Cambridge, Massachusetts. 2014 erhielt Dirk Jörke einen Ruf an die Technische Universität Darmstadt, wo er als Professor am Institut für Politikwissenschaft wirkt.
Dirk Jörke erhielt ein Heisenberg-Stipendium der Deutschen Forschungsgemeinschaft, ein Forschungsstipendium der Fritz Thyssen Stiftung und ein Promotionsstipendium der Rosa-Luxemburg-Stiftung.
Ein Schwerpunkt seiner Arbeiten ist eine zeitgenössische Interpretation des Begriffs der Demokratie. Die von ihm gemeinsam mit Hubertus Buchstein unternommene Analyse der semantischen Transformationen des Demokratiebegriffs wird inzwischen als klassisch bezeichnet. Insbesondere in der Debatte um die Postdemokratie lieferte Jörke grundlegende Argumente.
Neben seiner wissenschaftlichen Tätigkeit ist Jörke auch publizistisch tätig, unter anderem bei Cicero, H-Soz-Kult und im Deutschlandfunk.

## Politisches Engagement
Im Februar 2023 war Jörke Erstunterzeichner der von Sahra Wagenknecht und Alice Schwarzer initiierten Online-Petition Manifest für Frieden an Olaf Scholz, die zum Ende der militärischen Unterstützung der Ukraine im Zuge des russischen Überfalls aufrief und kontrovers diskutiert wird.

## Schriften
- Demokratie als Erfahrung. John Dewey und die politische Philosophie der Gegenwart. Westdeutscher Verlag, Wiesbaden 2003, ISBN 3-531-14051-5.
- Politische Anthropologie. Eine Einführung. Verlag für Sozialwissenschaften, Wiesbaden 2005, ISBN 3-531-14908-3.
- Kritik demokratischer Praxis. Eine ideengeschichtliche Studie. Habilitationsschrift. Schriftenreihe der Sektion Politische Theorien und Ideengeschichte. Nomos, Baden-Baden 2011, ISBN 978-3-8329-6806-9.
- mit Veith Selk: Theorien des Populismus zur Einführung. Junius, Hamburg 2017, ISBN 978-3-88506-798-6.
- Die Größe der Demokratie. Über die räumliche Dimension von Herrschaft und Partizipation. suhrkamp, Berlin 2019, ISBN 978-3-518-12739-1.

Herausgeberschaft
- mit Hubertus Buchstein, Michael Hein: Politische Theorien. Wochenschau für politische Erziehung, Sozial- und Gemeinschaftskunde, Schwalbach/Ts. Heft 5, 2007, ISBN 978-3-89974-350-0.
- mit Bernd Ladwig: Politische Anthropologie. Nomos, Baden-Baden 2009, ISBN 978-3-8329-3684-6.
- mit Peter Biegelbauer: Mikroanalysen politischer Praktiken. Schwerpunktheft der Österreichischen Zeitschrift für Politikwissenschaft. 38, Heft 1, 2009.
- mit Frank Nullmeier: Gegenstand und Methoden der Politischen Theorie. Schwerpunktheft der Zeitschrift für Politische Theorie. 3, Heft 1, 2012.
- mit Oliver Nachtwey: Das Volk gegen die (liberale) Demokratie, Leviathan Sonderband 32 (2017), Baden-Baden : Nomos Verlagsgesellschaft mbH & Co. KG, 2017, ISBN 978-3-8452-8784-3.
- mit Olaf Asbach: Edmund Burke: Tradition – Verfassung – Repräsentation. Kleine politische Schriften. De Gruyter, Berlin 2019, ISBN 978-3-05-004492-7.